# Herculano de Carvalho e Silva
Herculano de Carvalho e Silva (Sapucaia, 31 de outubro de 1892 — Rio de Janeiro, 11 de março de 1963) foi um militar brasileiro, oficial e comandante geral da Força Pública de São Paulo, atual Polícia Militar do Estado de São Paulo, durante a Revolução Constitucionalista de 1932.

## Biografia
Herculano de Carvalho e Silva nasceu no dia 31 de outubro de 1892, na cidade de Sapucaia, Estado do Rio de Janeiro, filho de Alfredo Gualberto da Silva.
Em 1909, ingressou na Força Pública de São Paulo, atual Polícia Militar do Estado de São Paulo. No ano seguinte, já assumia o posto de furriel e na sequencia a patente de segundo-sargento. Ao ser classificado como amanuense, passou a atuar na Casa da Ordem. Realizou o curso geral da instituição policial, vindo a diplomar-se em 1913.
Já graduado, foi promovido por mérito a alferes e obteve a designação de arquivista de Estado-maior daquela instituição. Ainda em 1913, matriculou-se no curso literário e científico, tendo concluído ainda naquela ano. Chegou a assumir interinamente como ajudante-de-ordens do comando geral da instituição. Em 1916, obteve a promoção de primeiro-tenente e efetivou-se como ajudante-de-ordens.
Em 1919, foi então promovido a capitão da Força Pública e em seguida ingressou no curso especial militar. Era reconhecido como um oficial erudito e poliglota, tendo sido em muitas ocasiões designado para assessorar autoridades estaduais, federais e até estrangeiras quando em passagens por São Paulo.
Durante as revoltas tenentistas ocorridas em 1922, seguiu até o Mato Grosso para perseguir o movimento revoltoso.
Quando eclodiu a Revolução de 1924 em São Paulo, chefiada por Isidoro Dias Lopes, realizou a defesa do palácio dos Campos Elísios, então sede do governo estadual. Com a fuga dos rebeldes, marchou para o interior de São Paulo e Paraná na perseguição dos revolucionários.
Ainda no ano de 1924, obteve a patente de Major da Força Pública por conta de sua atuação naquele conflito, também foi designado secretário de Estado-maior da Força Pública.
Em 1926, reuniu-se com um grupo de militares organizados para perseguir os rebeldes restantes da Revolução de 1924, os quais por sua vez juntamente com tenentes do Rio Grande do Sul formariam a Coluna Prestes, movimento de orientação comunista que visava derrubar a então República Velha. Passou pelo interior dos Estados do Centro-oeste e Nordeste, chegando a atravessar a fronteira da Bolívia, onde os revolucionários em fuga foram buscar abrigo. Por conta dessa expedição bem-sucedida e também de outros feitos, foi promovido a tenente-coronel e veio a assumir como diretor da Caixa Beneficente da Força Pública paulista, em 1928.
Durante a Revolução de 1930, foi nomeado interventor no município de Presidente Venceslau.
Era casado desde 1913 com Inah Guerra de Carvalho e Silva. Em 14 de julho de 1930, um de seus filhos, Celio de Carvalho e Silva, veio a falecer e foi sepultado no Cemitério São Paulo.Tinha uma irmã, Irene da Silva Marques, que foi casada com o capitão da Força Pública de São Paulo, Manuel da Rocha Marques, que por sua vez era irmão do também capitão da corporação, Heliodoro Tenorio da Rocha Marques, este que foi um dos grandes críticos de Herculano por conta de sua proximidade com Miguel Costa e por sua conduta como comandante na Revolução Constitucionalista.

### Atuação na Revolução Constitucionalista
Na Revolução Constitucionalista de 1932, entre 15 a 23 de julho, comandou na cidade de Cruzeiro o 2º B.C.P. da Força Pública de São Paulo que, junto de outras unidades do Exército e de civis voluntários, integrava o destacamento comandado pelo coronel Antônio Paiva de Sampaio. Naquela cidade, essas forças combateram as tropas federais e a Força Pública de Minas Gerais, na região do Túnel da Mantiqueira e da Garganta do Embaú, situado logo acima do túnel. Nesses combates, apesar da desvantagem em quantidade de tropas e materiais, conseguiu repelir de forma bem-sucedida a ofensiva das forças federais leais ao governo provisório de Getúlio Vargas.

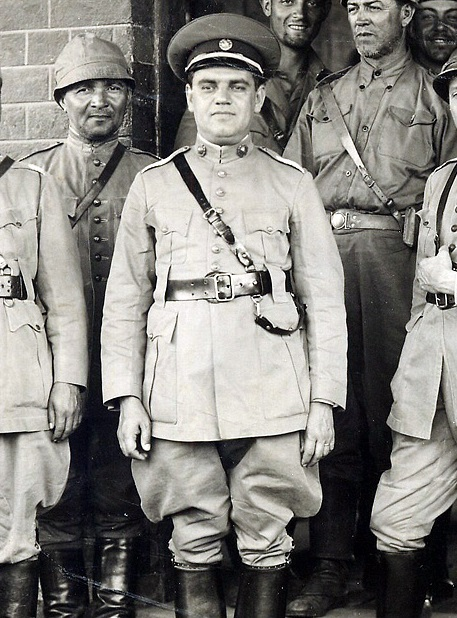
Cel. Herculano e assessores na Estação ferroviária de Itapira, durante a Revolução Constitucionalista, agosto/1932

Com a morte do comandante da Força Pública do Estado de São Paulo, o coronel Júlio Marcondes Salgado, ocorrida em 23 de julho de 1932, o então tenente-coronel Herculano de Carvalho e Silva foi designado ao comando da corporação. Em setembro de 1932, já próximo ao fim do conflito, o comandante negociou e assinou a rendição de São Paulo ao governo federal. Em seguida, recebeu a seguinte instrução do comandante das tropas federais, Pedro Aurélio de Góes Monteiro: "Deveis assumir imediatamente governo militar central depondo interventor ou governador e fazendo diretores de secretarias responder expediente mesmas sob vossa fiscalização. Ficais investido poderes necessários garantir ordem, vida e propriedade população".
Após a deposição do governador Pedro de Toledo, assumiu interinamente o governo do Estado de São Paulo de 2 a 6 de outubro de 1932. No dia 6 de outubro, transferiu o governo de São Paulo ao general Valdomiro Castilho de Lima, que assim passou a acumular as funções de governador do Estado e comandante da 2ª Região Militar. Após deixar o governo, o coronel Herculano reincorporou-se à Força Pública e, dias depois, solicitou a sua reforma, que foi realizada no mês de novembro. Porém, devido às medidas de tomou e o estado de ânimo com o malogrado movimento constitucionalista, foi acusado de traidor por grupos que recusavam qualquer rendição ou entendimento com o governo federal.
No entanto, no dia 9 de outubro, o coronel Herculano publicou no O Estado de S. Paulo o manifesto “Razões de minha atitude”, respondendo às acusações que lhe eram feitas. Nele fez um relato das condições políticas e militares que culminaram na rendição de São Paulo.
Após sua reforma da Força Pública, em novembro de 1932, publicou naquele mesmo mês o seu livro: "A Revolução Constitucionalista", em que aprofundou suas considerações feitas no manifesto e também fez uma análise minuciosa e fartamente documentada das ações militares empreendidas. Segundo o autor: “O primeiro apontado como traidor foi o general Bertholdo Klinger, por deliberadamente ter tomado a iniciativa do armistício. Todavia, como nos coube consumá-lo, de sua cabeça foram desviados os apodos, as injúrias, os boldões e fomos apontados ao comentário público como traidor (...)”
Após sua reforma da Força Pública de São Paulo, o coronel Herculano de Carvalho e Silva retirou-se da vida pública. Faleceu na cidade de Rio de Janeiro, em 11 de março de 1963.

## Condecorações e Homenagens
Em 1958 foi condecorado pelo então governador do Estado de São Paulo Jânio Quadros.
Dá nome ao 2º Batalhão de Polícia Militar Metropolitano (2º BPM/M) da Polícia Militar do Estado de São Paulo. Além disso, com o Decreto Estadual nº 33.926 de 14 de outubro de 1991, publicado pelo então governador Luiz Antônio Fleury Filho, foi instituída a "medalha do Centenário do 2º Batalhão de Polícia Militar Metropolitano, Coronel Herculano de Carvalho e Silva".
Na cidade de Mauá-SP, no Parque São Vicente, há a rua "Coronel Herculano de Carvalho".